# ال کگروو (کالیفرنیا)
ال کگروو (به انگلیسی: Elk Grove) شهری در ساکرامنتو، کالیفرنیا است که در سرشماری سال ۲۰۱۰ میلادی، ۱۵۳۰۱۵ نفر جمعیت داشته‌است.